# Dusty Henricksen
Dusty Henricksen (Mammoth Lakes, 2 februari 2003) is een Amerikaanse snowboarder.

## Carrière
Bij zijn wereldbekerdebuut, in maart 2019 in Mammoth, scoorde Henricksen direct wereldbekerpunten. In januari 2020 behaalde hij in Laax zijn eerste toptienklassering in een wereldbekerwedstrijd. Op 1 februari 2020 boekte de Amerikaan in Mammoth zijn eerste wereldbekerzege.

## Resultaten

### Wereldbeker
Eindklasseringen
| Seizoen   | Algm | SBS | BA |
| --------- | ---- | --- | -- |
| 2018/2019 | 157e | 83e | –  |

Wereldbekerzeges
| Datum           | Plaats  | Onderdeel  |
| --------------- | ------- | ---------- |
| 1 februari 2020 | Mammoth | Slopestyle |